# 阿修罗界
阿修罗之世界。三界义曰：“若依十地经妙高山（须弥山）北，大海下，过二万一千由旬有罗睺阿修罗王宫，次下二万一千由旬有勇健宫，次下二万一千由旬有华鬘王宫，次下二万一千由旬有毗摩质多罗王宫。若依起世经，须弥东西面，去此一千由旬外有毗摩质多罗宫，纵横八万由旬。又云修罗中极弱者在人间山地中住，即今西方山中有大深窟，多是非天（阿修罗）宫也。”